# Cydia (chi bướm)
Cydia là một chi bướm đêm lớn thuộc họ Tortricidae, tông Grapholitini, phân họOlethreutinae.

## Các loài
Có 216 loài thuộc chi này:
| - Cydia acerivora (Danilevsky in Danilevsky & Kuznetsov, 1968) - Cydia adenocarpi (Ragonot, 1875) - Cydia alabastrina Diakonoff, 1983 - Cydia alazon (Diakonoff, 1976) - Cydia albimaculana (Fernald, 1879) - Cydia albipicta (Sauter, 1968) - Cydia alienana (Caradja, 1916) - Cydia americana (Walsingham, 1879) - Cydia amplana – Rusty Oak Moth - Cydia amurensis (Danilevsky in Danilevsky & Kuznetsov, 1968) - Cydia anaranjada – Slash Pine Seedworm Moth - Cydia aphrosema Diakonoff, 1987 - Cydia aphrospila (Meyrick, 1921) - Cydia araucariae (Pastrana, 1951) - Cydia archaeochrysa Diakonoff, 1986 - Cydia astragalana (Staudinger, 1871) - Cydia atlantica Chambon & Frérot, 1985 - Cydia blackmoreana (Walsingham, 1903) - Cydia bracteatana (Fernald in Comstock, 1881) - Cydia brownorum Rose & Pooni, 2003 - Cydia callizona (Meyrick, 1911) - Cydia canariensis (Kuznetzov, 1972) - Cydia candana (Forbes, 1923) - Cydia caradjana (Rebel, 1910) - Cydia caryana – Hickory Shuckworm Moth - Cydia celiae (Clarke, 1976) - Cydia charops (Diakonoff, 1971) - Cydia chelias (Meyrick, 1907) - Cydia chlorostola (Meyrick, 1932) - Cydia cognatana (Barrett, 1874) - Cydia colorana Kearfott, 1907 - Cydia commensalana (Danilevsky, 1963) - Cydia confusana (McDunnough, 1935) - Cydia conicolana (Heylaerts, 1874) - Cydia coniferana (Saxesen in Ratzeburg, 1840) - Cydia conoterma (Meyrick, 1922) - Cydia conspicua (Walsingham in Sharp, 1907) - Cydia cornucopiae (Tengstrom, 1869) - Cydia corollana (Hübner, [1823]) - Cydia cosmophorana - Cydia costastrigulana (McDunnough, 1935) - Cydia crassicornis (Walsingham in Sharp, 1907) - Cydia cryptomeriae (Issiki in Issiki & Mutuura, 1961) - Cydia cupressana Kearfott, 1907 - Cydia curitibana Schönherr, 1987 - Cydia curvivalva Liu & Yan, 1998 - Cydia cytisanthana Burmann & Pröse, 1988 - Cydia dadionopa (Diakonoff, 1976) - Cydia daedalota (Meyrick, 1916) - Cydia dalbergiacola Liu, 1992 - Cydia damascana (Razowski, 1966) - Cydia danilevskyi (Kuznetzov, 1973) - Cydia defensa (Meyrick, 1922) - Cydia derrai Pröse, 1988 - Cydia deshaisiana – Jumping Bean Moth - Cydia deyana (Chrétien, 1915) - Cydia dissulta Diakonoff, 1983 - Cydia dochmasima Diakonoff, 1987 - Cydia doria (Clarke, 1976) - Cydia duplicana - Cydia elpore (Diakonoff, 1976) - Cydia ermolenkoi (Danilevsky in Danilevsky & Kuznetsov, 1968) - Cydia erotella (Heinrich, 1923) - Cydia ethelinda (Meyrick, 1934) - Cydia eucyanea Walsingham, 1914 - Cydia eudesma Walsingham, 1914 - Cydia euryteles (Meyrick, 1936) - Cydia exquisitana (Rebel, 1889) - Cydia fabivora (Meyrick, 1928) - Cydia fagiglandana – Beech Moth - Cydia fahlbergiana (Thunberg, 1797) - Cydia falsifalcellum (Walsingham in Sharp, 1907) - Cydia farsica (Kuznetzov in Danilevsky & Kuznetsov, 1968) | - Cydia fletcherana (Kearfott, 1907) - Cydia flexiloqua (Heinrich, 1926) - Cydia gallaesaliciana (Riley, 1881) - Cydia garacana (Kearfott, 1907) - Cydia gilviciliana (Staudinger, 1859) - Cydia glandicolana - Cydia grandicula (Heinrich, 1926) - Cydia grunertiana (Ratzeburg, 1868) - Cydia guttifera (Meyrick, 1913) - Cydia gypsograpta (Meyrick, 1932) - Cydia honorana (Herrich-Schffer, 1851) - Cydia hygrotrema (Diakonoff, 1971) - Cydia ilipulana (Walsingham, 1903) - Cydia illustrana (Kuznetzov in Ler, 1986) - Cydia illutana - Cydia indivisa (Danilevsky, 1963) - Cydia infausta (Walsingham, 1900) - Cydia inflata (Meyrick, 1916) - Cydia informosana (Walker, 1863) - Cydia ingens – Longleaf Pine Seedworm Moth - Cydia ingrata (Heinrich, 1926) - Cydia injectiva (Heinrich, 1926) - Cydia inopiosa (Heinrich, 1926) - Cydia inquinatana (Hübner, [1799]) - Cydia interscindana (Möschler, 1866) - Cydia intexta (Kawabe, 1980) - Cydia japonensis Kawabe, 1980 - Cydia johanssoni Aarvik & Karsholt, 1993 - Cydia kamijoi (Oku, 1968) - Cydia kozlovi (Kuznetzov, 1962) - Cydia kurokoi – Nut Fruit Tortrix - Cydia lacustrina (Miller, 1976) - Cydia lajonquierei (Capuse, 1970) - Cydia largo Heppner, 1981 - Cydia laricana (Busck, 1916) - Cydia laricicolana (Kuznetzov, 1960) - Cydia larimana (Walsingham, 1895) - Cydia latifemoris (Walsingham in Sharp, 1907) - Cydia latiferreana – Filbertworm Moth (sometimes separated in Melissopus) - Cydia latisigna Miller, 1986 - Cydia lautiuscula (Heinrich, 1926) - Cydia leguminana (Lienig & Zeller, 1846) - Cydia leucobasis (Busck, 1916) - Cydia leucogrammana (Hofmann, 1898) - Cydia leucostoma – Tea Flush Worm - Cydia maackiana (Danilevsky, 1963) - Cydia malesana (Meyrick, 1920) - Cydia marathonana Pröse & Sutter, 1973 - Cydia maxima (Kuznetzov, 1973) - Cydia medicaginis – Alfalfa Moth - Cydia mediocris (Kuznetzov, 1972) - Cydia melanoptycha Diakonoff, 1983 - Cydia membrosa (Heinrich, 1926) - Cydia menoides Walsingham, 1914 - Cydia microgrammana (Guenée, 1845) - Cydia millenniana – Larch Gall Moth - Cydia miscitata (Heinrich, 1926) - Cydia montanum (Walsingham, in Sharp, 1907) - Cydia montezuma Miller, 1986 - Cydia monticola (Kuznetzov, 1962) - Cydia multilineana (Kearfott, 1907) - Cydia multistriana (Chrétien, 1915) - Cydia nebulocula (Diakonoff, 1976) - Cydia negatana (Rebel in Rebel & Rogenhofer, 1896) - Cydia neolopha (Meyrick, 1926) - Cydia nigra (Miller, 1966) - Cydia nigricana – Pea Moth - Cydia ninana Dyar, 1903 - Cydia nomaea (Meyrick, 1917) - Cydia obliqua (Walsingham in Sharp, 1907) - Cydia obnisa (Heinrich, 1926) - Cydia obtecta (Meyrick, 1922) - Cydia obumbrana Kuznetzov, 1992 - Cydia odontica Diakonoff, 1983 | - Cydia omana Razowski, 1995 - Cydia oxytropidis (Martini, 1912) - Cydia pactolana – Spruce Bark Tortrix - Cydia palmetum (Heinrich, 1928) - Cydia pamira (Obraztsov, 1943) - Cydia parapteryx (Meyrick, 1932) - Cydia peiui (Stanoiu & Neme, 1974) - Cydia pentalychna (Meyrick in Caradja & Meyrick, 1938) - Cydia perelegans (Kuznetzov, 1962) - Cydia perfricta (Meyrick, 1920) - Cydia periclydonia Diakonoff, 1983 - Cydia perlaeta Walsingham, 1914 - Cydia perrupta (Meyrick, 1922) - Cydia persica (Kuznetzov in Danilevsky & Kuznetsov, 1968) - Cydia phalacris (Meyrick, 1912) - Cydia phyllisi Miller, 1986 - Cydia piperana – Ponderosa Pine Seedworm Moth - Cydia plicatum (Walsingham in Sharp, 1907) - Cydia plumbiferana (Staudinger, 1871) - Cydia pomonella – Codling Moth - Cydia populana (Busck, 1916) - Cydia prismatica (Meyrick, 1911) - Cydia prosperana (Kearfott, 1907) - Cydia pseudomalesana Clarke, 1986 - Cydia pseudotsugae (Evans, 1969) - Cydia pulchella Durrant in Walsingham, 1914 - Cydia pycnochra (Meyrick, 1920) - Cydia pyraspis (Meyrick, 1928) - Cydia pyrivora – Pear Fruit Moth, Pear Tortricid - Cydia rana (Forbes, 1924) - Cydia reflectrix (Meyrick, 1928) - Cydia rhodaspis (Meyrick, 1928) - Cydia rjabovi (Kuznetzov, 1962) - Cydia rufipennis (Butler, 1881) - Cydia sammuti Diakonoff, 1986 - Cydia secretana (Kuznetzov, 1973) - Cydia seductana (Kuznetzov, 1962) - Cydia semicinctana (Kennel, 1901) - Cydia servillana (Duponchel in Godart, 1836) - Cydia siderocosma (Diakonoff, 1969) - Cydia signifer Walsingham, 1914 - Cydia silvana (Kuznetzov, 1970) - Cydia splendana – Chestnut Tortrix, Acorn Moth - Cydia staphiditis (Meyrick, 1930) - Cydia stirpicola (Meyrick, 1926) - Cydia storeella (Walsingham in Sharp, 1907) - Cydia striatana (Caradja, 1916) - Cydia strigulatana (Kennel, 1899) - Cydia strobilella – Spruce Seed Moth - Cydia succedana - Cydia sumptuosana (Rebel in Rebel & Zerny, 1928) - Cydia tana (Kearfott, 1907) - Cydia taocosma (Meyrick, 1914) - Cydia tonosticha (Meyrick, 1922) - Cydia toreuta – Eastern Pine Seedworm Moth - Cydia torostoma (Clarke, 1972) - Cydia trasias (Meyrick, 1928) - Cydia trichota Diakonoff, 1988 - Cydia trifascicolana Schönherr, 1987 - Cydia trogodana Pröse, 1988 - Cydia tropicana Kuznetzov, 1992 - Cydia tunisiana Aarvik & Karsholt, 1993 - Cydia turcianae Chambon in Chambon, Witzgall & Bengtsson, 1993 - Cydia ulicetana (Haworth, [1811]) - Cydia undosa (Diakonoff, 1957) - Cydia uranatma (Meyrick, 1936) - Cydia vallesiaca (Sauter, 1968) - Cydia walsinghami (Butler, 1882) - Cydia zebeana – Larch Bark Moth |

### Tên đồng nghĩa
Tên đồng nghĩa không còn sử dụng của Cydia are:
| - Adenoneura Walsingham, 1907 - Carpocampa Harris, 1841 (unjustified emendation) - Carpocapsa Treitschke, 1829 - Cerata Stephens, 1852 - Coccyx Treitschke, 1829 - Collicularia Obraztsov, 1960 - Crobilophora (lapsus) - Crobylophora Kennel, 1910 (non Meyrick, 1880: preoccupied) - Danilevskia Kuznetzov, 1970 - Dicraniana Diakonoff, 1984 - Erminea Kirby & Spence, 1826 - Erminia (lapsus) - Hedulia Heinrich, 1926 | - Kenneliola Paclt, 1951 - Lasperesia (lapsus) - Laspeyresia Hübner, 1825 (non R.L., 1817: preoccupied) - Lespeyresia (lapsus) - Melisopus (lapsus) - Melissopus Riley, 1882 - Melliopus (lapsus) - Mellisopus (lapsus) - Mellissopus (lapsus) - Phanetoprepa Obraztsov, 1968 - Pseudotomoides Obraztsov, 1959 - Semasia Stephens, 1829 - Strobila Sodoffsky, 1837 (non Sars, 1829: preoccupied) |